# جيمس اي بويد
جيمس اي بويد (بالإنجليزية: James E. Boyd)‏ هو سياسي أمريكي ينتمي إلى الحزب الديموقراطي كان حاكما على ولاية نبراسكا الأمريكية ولد جيمس اي بويد في 9 أيلول - سبتمبر من سنة 1836 في أيرلندة شغل بويد منصب عمدة مدينة أوماها في ولاية نبراسكا الأمريكية مرتين المرة الأولى كانت ما بين عامي 1881 إلى عام 1883 والمرة الثانية كانت ما بين عامي 1883 إلى عام 1885 كان جيمس اي بويد حاكما على ولاية نبراسكا ما بين عام 1892 إلى عام 1883 توفي جيمس اي بويد في 30 نيسان - أبريل من سنة 1906 في مدينة أوماها.